# Nolina microcarpa
Nolina microcarpa es una especie de planta con rizoma perteneciente a la familia de las asparagáceas. Es originaria de  Norteamérica.

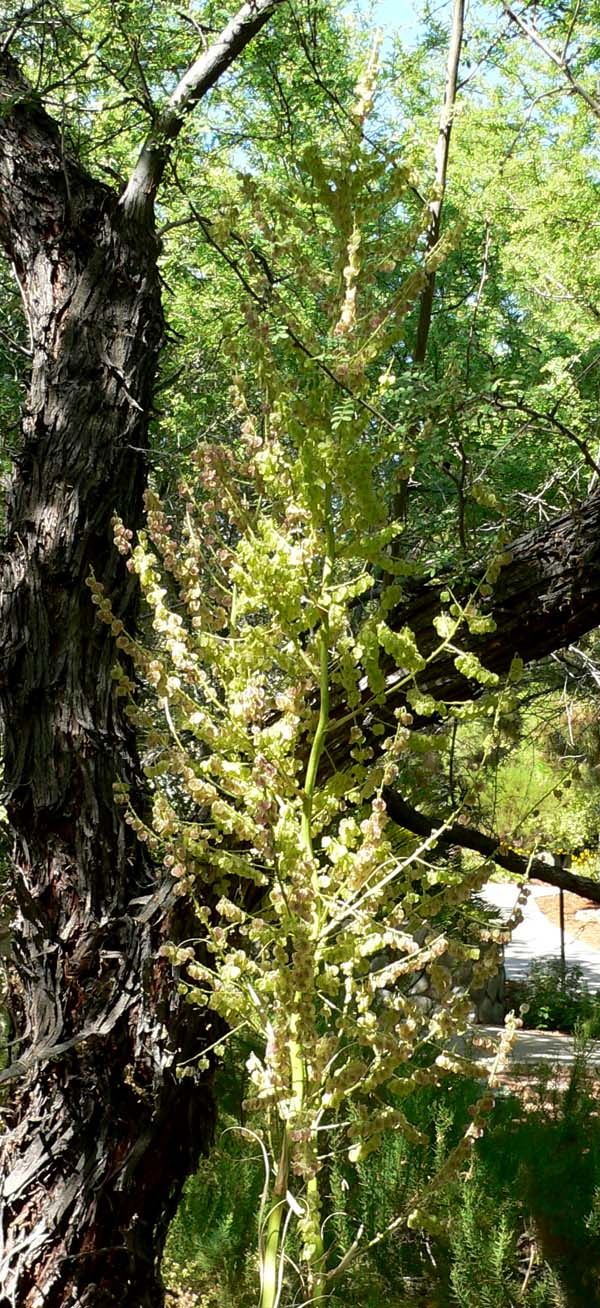
Detalle de la inflorescencia

## Descripción
Es una planta casi sin tallo, cespitosa, que forma rosetas verticales, con caudices subterráneos, ramificados. Las hojas hirsutas, laxas, cóncavo-convexas, de 80-130 cm de longitud y 5-12 mm de ancho, glaucas, con los márgenes serrados y dientes cartilaginosos muy juntos; ápice lacerado. El escapo de 3-15 dm, 1.2-2.5 cm de diámetro. Inflorescencias paniculadas, de 4-12 dm × 10-30 cm, sobrepasando las hojas, brácteas caducas, rara vez persistentes. Las flores con los pétalos blancos. Los frutos en forma de cápsulas hialina, de pared delgada, inflada, con las semillas  comprimidas.

## Distribución y hábitat
La floración se produce a finales de la primavera. Se encuentra en las laderas rocosas, los pastizales del desierto, bosques de roble y pino piñonero y enebro, a una altitud de 900 - 1900 metros en Arizona, Nuevo México y en México.

## Taxonomía
Nolina microcarpa fue descrita por Sereno Watson y publicado en Proceedings of the American Academy of Arts and Sciences 14: 247, en el año 1879.
Citología
El número cromosomático es de: 2n = 38.
Etimología
Nolina: nombre genérico otorgado en honor del botánico francés  Abbé P. C. Nolin, coautor del trabajo publicado 1755 Essai sur l'agricultura moderne.
microcarpa: epíteto latíno que significa "con semillas pequeñas".
Sinonimia
- Beaucarnea microcarpa (S.Watson) Baker
- Nolina caudata Trel.[4]